# Eupelmus gracilis
Eupelmus gracilis is een vliesvleugelig insect uit de familie Eupelmidae. De wetenschappelijke naam werd voor het eerst geldig gepubliceerd in 1884 door Peter Cameron.